# لارا موري
لارا موري (بالإيطالية: Lara Mori)‏ هي لاعبة جمباز فني إيطالية، ولدت في 26 يوليو 1998 في مونتيفاركي في إيطاليا.

## وصلات خارجية
- لارا موري على موقع الاتحاد الدولي للجمباز (licence) (الإنجليزية)
- لارا موري على موقع الاتحاد الدولي للجمباز (biography) (الإنجليزية)
- لارا موري على موقع اللجنة الأولمبية الدولية (الإنجليزية)
- لارا موري على موقع أوليمبيديا (الإنجليزية)
- لارا موري على موقع اللجنة الأولمبية الإيطالية (الإيطالية)